# Mont Alveria
Le mont Alveria est une petite montagne de la région de Syracuse, au sud-est de la Sicile. D'une altitude maximale de 409 mètres, les flancs du mont Alveria ont été habités depuis les temps préhistoriques. De nombreux outils datant de l'âge du bronze ont été retrouvés à cet endroit. Il s'agit également de l'emplacement du site archéologique le plus ancien des environs, la nécropole de Castelluccio, qui remonte au XVIIe ou au XVe siècle av. J.-C.
Le mont Alveria est par ailleurs le site originel de la ville de Noto. Cette dernière fut déplacée vers un endroit plus plat, à dix kilomètres de là, à la suite du tremblement de terre de 1693. Les ruines de l'ancienne cité de Noto, aujourd'hui appelée Noto Antica, sont toujours visibles sur la montagne.